# Arp Schnitger

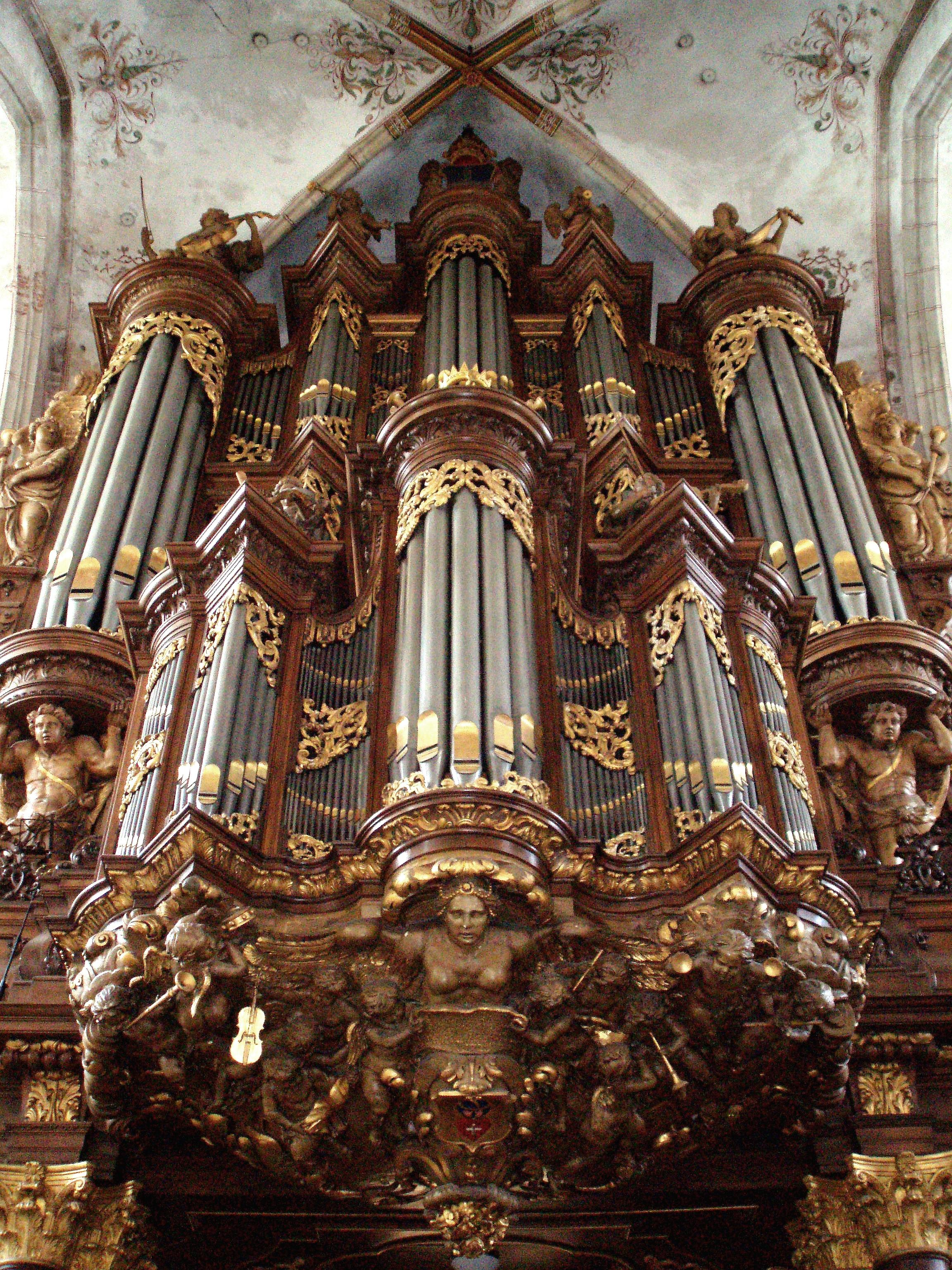
Varhany v nizezemském Zwolle, které postavil Schnitger a jeho syn Franz Caspar v roce 1720

Arp Schnitger (narozen 2. července 1648 ve Schmalenfleth, pokřtěn 9. července 1648, pohřben 28. července 1719 v Neuenfelde) byl velmi nadaný německý varhanář, který ovlivnil mnoho umělců. Byl především aktivní v severní Evropě, Nizozemsku a Německu.
Zajímavým příkladem jeho varhan, který je stále používán k liturgii, mohou být varhany v kostele sv. Pancratia v Hamburg-Neuenfelde, zhotovené v roce 1688, jeho největší dvoumanuálový nástroj. Takové varhany byly inspirací pro stavbu některých varhan, které byly budovány v 20. století s návratem k menším nástrojům, na rozdíl od trendu symfonických varhan.